# チューダー・ディクソン
チューダー・ディクソン（Tudor Dixon、旧姓マカリー、1977年5月5日 - ）は、アメリカの政治家であり、保守派のコメンテーター兼女優である。
2020年のアメリカ合衆国大統領選挙における陰謀論を広めたことで知られる。彼女は不正投票が広まっていると虚偽の主張をし、ドナルド・トランプがミシガン州で実際に勝ったと主張した。ディクソンは、ドナルド・トランプ前大統領とデヴォス一族から支持されている。
2022年11月8日のミシガン州知事選挙では共和党候補として指名され、民主党候補で現職のグレッチェン・ホイットマー知事に挑戦したが敗れた。

## コメンテーター及び共和党候補としての経歴
ディクソンは、政界でキャリアを積む前は、父親のヴォーン・マカリの鉄鋼会社で営業をしていた。乳がんと診断されたときに仕事を辞め、後に保守的なコメンテーターになり、ケーブルテレビネットワークであるリアルアメリカズボイスの毎週の番組アメリカズボイスライブに出演。解説のいくつかは物議を醸した。 2018年、ヒジャブを販売するというメイシーの発表に続いて、彼女はヒジャブを「抑圧的な衣服」と断定。イラン人の両親が、親の許可を得ずに結婚した娘を殺害しているとも主張した。
2020年のアメリカ大統領選挙でジョー・バイデンが勝利した後、ディクソンはドナルド・トランプが実際に選挙に勝ったという虚偽の主張を宣伝した。 2021年5月、ディクソンは2022年のミシガン州知事選挙で共和党が指名したミシガン州知事への立候補を発表し、現職の民主党員であるグレッチェン・ホイットマーに挑戦する。共和党の予備討論では、トランプへの忠誠を誓った。そして2022年5月の討論会で、「トランプが2020年のミシガン州の選挙で合法的に勝利したと思いますか?」と尋ねられたとき、「yes」と答えた。しかし、その後の出演では、自分がまだその信念を持っているかどうかについての明言を避けた。
トランプ大統領の元教育長官ベッツィ・デヴォスがディクソンを支援するよう前大統領に手紙を書いた後、トランプはディクソン支持を表明。2022年8月、共和党の予備選挙で勝利した。

### 過去の人種差別発言
2020年、彼女はYouTuberのジェナ・マーブルスが黒塗りの顔を「コメディ」として使用したことを認めた。

### 中絶の権利への反対
妊娠中の女性の命を救うために必要な場合を除いて、すべての中絶の禁止を支持し、また母体の健康を建前に中絶を行うことに反対している。
レイプや近親相姦の場合でも中絶禁止の立場をとると推測される。あるインタビューで、彼女は叔父にレイプされた14歳の少女の例を、中絶が禁止されるべき「完璧な例」であると述べ、「その命は胎児のためにある命」と付け加えた。

## 私生活
彼女はアーロン・ウィリアム・ディクソンと結婚しており、4人の娘がいる。乳癌の生存者。レバノン出身で、レバノンのアメリカ商工会議所の会員。